# Copa América 1946
Copa América 1946 – dziewiętnaste mistrzostwa kontynentu południowoamerykańskiego, odbyły się w dniach 12 stycznia – 10 lutego 1946 roku po raz szósty w Argentynie. Reprezentacje: Kolumbii, Peru i Paragwaju zrezygnowały, co spowodowało, że w turnieju grało sześć zespołów. Grano systemem każdy, z każdym, a o zwycięstwie w turnieju decydowała końcowa tabela.

## Uczestnicy

### Argentyna
| Zawodnik                    | Klub                      |
| --------------------------- | ------------------------- |
| Mario Emilio Heriberto Boyé | Boca Juniors              |
| Vicente de la Mata          | CA Independiente          |
| Juan Carlos Fonda           | CA Platense               |
| Ángel Amadeo Labruna        | River Plate               |
| Félix Loustau               | River Plate               |
| José Manuel Marante         | Boca Juniors              |
| Rinaldo Fioramonte Martino  | San Lorenzo de Almagro    |
| Norberto Doroteo Méndez     | CA Huracán                |
| Gabriel Mario Ogando        | Estudiantes La Plata      |
| Saúl Ongaro                 | Estudiantes La Plata      |
| Adolfo Alfredo Pedernera    | River Plate               |
| Natalio Agustín Pescia      | Boca Juniors              |
| René Alejandro Pontoni      | San Lorenzo de Almagro    |
| José Ramos                  | River Plate               |
| Eduardo Enrique Rodríguez   | River Plate               |
| José Salomón                | Racing Club de Avellaneda |
| Juan Carlos Salvini         | CA Huracán                |
| Juan Carlos Sobrero         | Newell's Old Boys Rosario |
| Carlos Adolfo Sosa          | Boca Juniors              |
| León Strembel               | Racing Club de Avellaneda |
| Ezra Sued                   | Racing Club de Avellaneda |
| Claudio Vacca               | Boca Juniors              |
| Trener: Guillermo Stábile   |                           |

### Boliwia
| Zawodnik              | Klub               |
| --------------------- | ------------------ |
| Alberto Acha          | Club The Strongest |
| Vicente Arraya        | Feroviario La Paz  |
| José Bustamante       | Litoral La Paz     |
| Exequiel Calderón     | ?                  |
| Cuellar               | ?                  |
| Delgadillo            | ?                  |
| Raúl Fernández        | ?                  |
| Leonardo Ferrel       | Club The Strongest |
| Félix Garzón          | ?                  |
| Zenón González        | ?                  |
| Ruperto Inchausti     | ?                  |
| Rodolfo Maida         | ?                  |
| Guillermo Navarro     | ?                  |
| Severo Orgaz          | ?                  |
| Adrián Ortega         | ?                  |
| Juan PeŃaloza         | ?                  |
| Miguel Peredo         | ?                  |
| Nicolás Prieto        | ?                  |
| Rosembluth            | ?                  |
| Armando Tapia         | ?                  |
| Raúl Vargas           | ?                  |
| Serapio Vega          | ?                  |
| Trener: Diógenes Lara |                    |

### Brazylia
| Zawodnik                        | Klub                    |
| ------------------------------- | ----------------------- |
| ADEMIR Marques de Menezes       | CR Vasco da Gama        |
| ALEIXO Pereira                  | SC Corinthians Paulista |
| ARI De Souza                    | Botafogo FR             |
| AUGUSTO Da Costa                | CR Vasco da Gama        |
| CHICO – Francisco Aramburu      | CR Vasco da Gama        |
| Domingos DA GUÍA                | SC Corinthians Paulista |
| DANILO Alvim Faría              | CR Vasco da Gama        |
| EDUARDO LIMA                    | SE Palmeiras            |
| HELENO de Freitas               | Botafogo FR             |
| IVAN José Macahiba Dias         | Botafogo FR             |
| JAIME DE ALMEIDA                | CR Flamengo             |
| JAIR Rosa Pinto                 | CR Vasco da Gama        |
| LEÔNIDAS da Silva               | São Paulo FC            |
| LELE – Manoel Pessanha          | CR Vasco da Gama        |
| LUIZ BORRACHA – Luiz Gonzaga    | CR Flamengo             |
| NEWTON Canegal                  | CR Flamengo             |
| NORIVAL Pereira Da Silva        | CR Flamengo             |
| RUI Campos                      | São Paulo FC            |
| TEIXEIRINHA – Elisio dos Santos | São Paulo FC            |
| TESOURINHA – Osmar Fortes       | SC Internacional        |
| ZEZÉ PROCÓPIO – José Procópio   | São Paulo FC            |
| ZIZINHO – Thomaz Soares         | CR Flamengo             |
| Trener: Flávio COSTA            |                         |

### Chile
| Zawodnik               | Klub                      |
| ---------------------- | ------------------------- |
| Juan Alcántara         | Audax Italiano            |
| Jorge Araya            | Green Cross Santiago      |
| Mario Castro           | Santiago Morning          |
| Hernán Castro Carvallo | CD Universidad Católica   |
| Rodolfo Clavería       | CD Universidad Católica   |
| Atilio Cremaschi       | Unión Española            |
| Hernán Fernández       | Unión Española            |
| Guillermo Fuenzalida   | CSD Colo-Colo             |
| Francisco Las Heras    | Deportes Magallanes       |
| José López             | Deportes Magallanes       |
| Víctor Luis Mancilla   | CD Universidad Católica   |
| Desiderio Medina       | Santiago National         |
| Jorge Peñaloza         | CSD Colo-Colo             |
| Domingo Pino           | Deportes Magallanes       |
| Domingo Romo           | Audax Italiano            |
| Francisco Ruiz         | Green Cross Santiago      |
| Osvaldo Sáez           | Santiago Wanderers        |
| Santiago Salfate       | Green Cross Santiago      |
| José Sepúlveda         | Club Universidad de Chile |
| Erasmo Vera            | Santiago Morning          |
| Trener: Luis Tirado    |                           |

### Paragwaj
| Zawodnik                 | Klub              |
| ------------------------ | ----------------- |
| Delfín Benítez Cáceres   | ?                 |
| Francisco Calonga        | ?                 |
| Castor Cantero           | ?                 |
| Martín Carballo          | ?                 |
| Amado Casco              | ?                 |
| Doroteo Coronel          | ?                 |
| Nemesio Ferreira         | ?                 |
| Isidoro García           | Chacarita Juniors |
| Sinforiano García        | ?                 |
| Alejandrino Genés        | Club Nacional     |
| Enrique Hugo             | ?                 |
| Leocadio Marín           | Club Olimpia      |
| Julio César Ramírez      | ?                 |
| Albino Rodríguez         | ?                 |
| Porfirio Rolón           | Club Libertad     |
| Vicente Sánchez          | Club Nacional     |
| Martín Viadiú            | ?                 |
| Juan Bautista Villalba   | ?                 |
| Trener: Aurelio González |                   |

### Urugwaj
| Zawodnik | Klub                      |
| --- | ------------------------- |
| Claudio Vacca | River Plate Montevideo    |
| José Cajiga | Rampla Juniors            |
| Ramón Castro | Montevideo Wanderers      |
| Uribe Durán | Rampla Juniors            |
| José García | Defensor Sporting         |
| Walter Gómez | Central Montevideo        |
| Mario Lorenzo | CA Peñarol                |
| Alcides Mañay | Defensor Sporting         |
| Roque Gastón Máspoli | CA Peñarol                |
| José María Medina | Club Nacional de Football |
| José María Ortiz | CA Peñarol                |
| Aníbal Luis Paz | Club Nacional de Football |
| Raúl Pini | Club Nacional de Football |
| Sixto Valentín Possamai | CA Peñarol                |
| Luis Prais | CA Peñarol                |
| Juan Pedro Riephoff | Rampla Juniors            |
| Luis Sabatel | Rampla Juniors            |
| Raúl Antonio Schiaffino | CA Peñarol                |
| Eusebio Ramón Tejera | Club Nacional de Football |
| Obdulio Jacinto Varela | CA Peñarol                |
| José Antonio Vázquez | CA Peñarol                |
| Luis Tomás Volpi | Club Nacional de Football |
| Bibiano Zapirain | Club Nacional de Football |
| Trener: Aníbal Tejada (został wykluczony po pierwszych dwóch meczach – w pozostałych trzech spotkaniach Urugwaju zastępował go Guzmán Vila Gomensoro) |                           |

## Mecze

### Argentyna–Paragwaj
| ARGENTYNA – PARAGWAJ 2:0 (2:0) |
| --- |
| 12 stycznia 1946, Buenos Aires, Estadio Monumental (widzów 70 000)                                                                               |
| Sędzia: Mário Silveira Vianna |
| ARGENTYNA: Vacca – Salomón (57 Marante), Sobrero – Sosa, Strembel, Ramos – Boyé, De la Mata (69 Méndez), Pontoni, Martino, Loustau               |
| PARAGWAJ: S.García – Hugo, Casco – I.García, Ramírez, Coronel (Cantero) – Calonga, Sánchez (Rolón), Rodríguez (Marín), Benítez Cáceres, Villalba |
| Bramki: 1:0 De la Mata 6, 2:0 Martino 43 |
| Uwagi: Boyé z Argentyny i Villalba z Paragwaju w 40 minucie wyrzuceni zostali z boiska                                                           |

### Brazylia-Boliwia
| BRAZYLIA – BOLIWIA 3:0 (0:0) |
| --- |
| 16 stycznia 1946, Buenos Aires, Estadio Gasómetro de Boedo (widzów 50 000)                                                         |
| Sędzia: José Bartolomé Macías |
| BRAZYLIA: Ary – Domingos da Guía, Norival – Ivan, Rui, Jaime de Almeida – Eduardo Lima (Tesourinha), Zizinho, Heleno, Jair, Ademir |
| BOLIWIA: Arraya – Achá, Bustamante – Calderón, Fernández, Ferrel – González, Ortega, Tapia (Rosenberg), Peredo (Garzón), Orgaz     |
| Bramki: 1:0 Heleno 47, 2:0 Zizinho 65, 3:0 Heleno 78                                                                               |

### Urugwaj–Chile
| URUGWAJ – CHILE 1:0 (1:0) |
| --- |
| 16 stycznia 1946, Buenos Aires, Estadio Gasómetro de Boedo (widzów 50 000)                                                          |
| Sędzia: Mário Silveira Vianna |
| URUGWAJ: Máspoli – Pini, Tejera – Durán, Mańay (46 Varela), Prais – Castro, Medina, Schiaffino, Riephoff (74 Vázquez), Zapirain     |
| CHILE: Fernández – Salfate, Pino – Las Heras, Sepúlveda, Carvallo – Castro, Cremaschi, Araya (Sáez), Vera (Clavería), Medina (Romo) |
| Bramki: 1:0 Medina 34 |

### Chile–Paragwaj
| CHILE – PARAGWAJ 2:1 |
| --- |
| 19 stycznia 1946, Buenos Aires, Estadio Gasómetro de Boedo (widzów 60 000)                                                          |
| Sędzia: Nobel Valentini |
| CHILE: Fernández – Salfate (Fuenzalida), López – Las Heras, Sepúlveda, Carvallo – Castro, Cremaschi, Araya (Mancilla), Vera, Medina |
| PARAGWAJ: S.García – Hugo, Casco – I.García, Ramírez, Coronel – Calonga (Ferreira), Rolón, Marín, Benítez Cáceres (Genés), Villalba |
| Bramki: Araya 48, Cremaschi 68 – Rolón                                                                                              |

### Argentyna–Boliwia
| ARGENTYNA – BOLIWIA 7:1 (2:0) |
| --- |
| 19 stycznia 1946, Buenos Aires, Estadio Gasómetro de Boedo (widzów 65 000)                                                          |
| Sędzia: Higinio Madrid |
| ARGENTYNA: Vacca – Salomón, Sobrero – Fonda, Strembel, Pescia – Salvini, Méndez, Pedernera, Labruna, Loustau                        |
| BOLIWIA: Arraya – Achá, Bustamante – Calderón, Fernández, Vargas – González, Ortega, Tapia (Inchausti), Peredo, Orgaz (Garzón)      |
| Bramki: 1:0 Labruna 34, 2:0 Méndez 39, 3:0 Méndez 60, 3:1 Peredo 67, 4:1 Salvini 75, 5:1 Loustau 79, 6:1 Salvini 84, 7:1 Labruna 89 |

### Brazylia–Urugwaj
| BRAZYLIA – URUGWAJ 4:3 (4:2) |
| --- |
| 23 stycznia 1946, Buenos Aires, Estadio Gasómetro de Boedo (widzów 40 000)                                                                         |
| Sędzia: Cayetano de Nicola |
| BRAZYLIA: Ary – Newton, Norival – Zezé Procópio, Rui, Jaime de Almeida (Aleixo) – Tesourinha, Zizinho, Heleno, Jair (Ademir), Chico (Eduardo Lima) |
| URUGWAJ: Máspoli – Pini, Tejera – Sabatel, Varela, Prais (46 Cajiga) – Volpi, Medina, Schiaffino (46 García), Vázquez, Zapirain                    |
| Bramki: 1:0 Jair 1, 2:0 Jair 16, 2:1 Medina 25, 2:2 Vázquez 37, 3:2 Heleno 39, 4:2 Chico 44, 4:3 Medina 70                                         |

### Paragwaj–Boliwia
| PAR – BOL 4:2 (2:2) |
| --- |
| 26 stycznia 1946, Buenos Aires, Estadio Monumental (widzów 80 000)                                                                                 |
| Sędzia: José Bartolomé Macías |
| PARAGWAJ: S.García – Carballo, Casco – I.García, Ramírez, Coronel – Viadiú, Rolón (Benítez Cáceres), Rodríguez (Marín), Genés, Villalba (Ferreira) |
| BOLIWIA: Arraya – Achá, Bustamante – Calderón, Fernández, Vargas – González, Ortega, Vega, Peredo, Orgaz                                           |
| Bramki: 0:1 Coronel 20s, 1:1 Genés 30, 1:2 González 42, 2:2 Benítez Cáceres 44, 3:2 Villalba 67, 4:2 Villalba 88                                   |

### Argentyna–Chile
| ARGENTYNA – CHILE 3:1 (1:0) |
| --- |
| 26 stycznia 1946, Buenos Aires, Estadio Monumental (widzów 80 000)                                                                            |
| Sędzia: Nobel Valentini |
| ARGENTYNA: Vacca – Salomón, Sobrero – Fonda, Strembel, Pescia – Salvini (12 Pontoni), Pedernera, Méndez, Labruna, Loustau                     |
| CHILE: Fernández – Salfate, López – Las Heras, Sepúlveda, Carvallo – Castro (Alcántara), Cremaschi, Mancilla (Araya), Vera (Peńaloza), Medina |
| Bramki: 1:0 Labruna 39, 2:0 Labruna 60, 3:0 Pedernera 65, 3:1 Alcántara 85                                                                    |

### Urugwaj–Boliwia
| URUGWAJ – BOLIWIA 5:0 (3:0) |
| --- |
| 29 stycznia 1946, Buenos Aires, Estadio Libertadores de América (widzów 30 000)                                                          |
| Sędzia: Higinio Madrid |
| URUGWAJ: Máspoli – Pini, Possamai – Sabatel, Durán (46 Mańay), Cajiga – Volpi, Medina, García (80 Gómez), Riephoff, Zapirain (46 Castro) |
| BOLIWIA: Arraya – Achá, Prieto – Calderón, Fernández, Vargas – González (Peńaloza), Ortega, Vega, Peredo, Orgaz                          |
| Bramki: 1:0 Medina 1, 2:0 Medina 25, 3:0 Medina 30, 4:0 García 75, 5:0 Medina 78                                                         |

### Brazylia–Paragwaj
| BRAZYLIA – PARAGWAJ 1:1 (0:1) |
| --- |
| 29 stycznia 1946, Buenos Aires, Estadio Libertadores de América (widzów 30 000)                                                                 |
| Sędzia: José Bartolomé Macías |
| BRAZYLIA: Ary – Domingos da Guía, Norival – Zezé Procópio (Ivan), Rui, Aleixo – Tesourinha, Zizinho, Leônidas da Silva, Ademir, Chico (Heleno)  |
| PARAGWAJ: S.García – Hugo, Casco – I.García, Ramírez, Cantero (Coronel) – Calonga (Genés), Sánchez (Ferreira), Marín, Benítez Cáceres, Villalba |
| Bramki: 0:1 Villalba 31, 1:1 Norival 63 |

### Argentyna–Urugwaj
| ARGENTYNA – URUGWAJ 3:1 (1:0) |
| --- |
| 2 lutego 1946, Buenos Aires, Estadio Gasómetro de Boedo (widzów 80 000)                                                                     |
| Sędzia: Mário Silveira Vianna |
| ARGENTYNA: Vacca – Salomón, Sobrero – Fonda (65 Sosa), Strembel (65 Ongaro), Pescia – De la Mata, Pedernera, Méndez, Labruna, Loustau       |
| URUGWAJ: Máspoli – Pini, Tejera – Sabatel, Varela (73 Durán), Cajiga – Volpi, Medina (73 Gómez), García (75 Schiaffino), Riephoff, Zapirain |
| Bramki: 1:0 Pedernera 32, 2:0 Labruna 46, 2:1 Riephoff 59, 3:1 Méndez 72 (w 77 minucie Máspoli obronił rzut karny wykonywany przez Ongaro)  |
| Uwagi: w 77 minucie wyrzucony został z boiska urugwajski piłkarz Sabatel                                                                    |

### Brazylia–Chile
| BRAZYLIA – CHILE 5:1 (2:0) |
| --- |
| 2 lutego 1946, Buenos Aires, Estadio Gasómetro de Boedo (widzów 22 000)                                                                      |
| Sędzia: Nobel Valentini |
| BRAZYLIA: Ary – Newton, Norival – Ivan (Zezé Procópio), Rui, Aleixo (Danilo) – Tesourinha, Zizinho, Heleno, Jair, Chico                      |
| CHILE: Fernández – Salfate, López – Clavería, Fuenzalida (Las Heras), Carvallo – Castro, Cremaschi, Sáez (Mancilla), Peńaloza (Vera), Medina |
| Bramki: 1:0 Zizinho 4, 2:0 Zizinho 41, 3:0 Zizinho 46, 4:0 Zizinho 71, 4:1 Salfate 84k, 5:1 Chico 89                                         |

### Chile–Boliwia
| CHILE – BOLIWIA 4:1 (2:0) |
| --- |
| 8 lutego 1946, Buenos Aires, Estadio Gasómetro de Boedo (widzów 18 000)                                                             |
| Sędzia: José Bartolomé Macías |
| CHILE: Fernández – Salfate, López – Las Heras, Sepúlveda, Carvallo – Castro (Alcántara), Cremaschi, Ruiz, Araya, Medina (Romo)      |
| BOLIWIA: Arraya (Navarro) – Achá, Bustamante (Ferrel) – Maida (Calderón), Fernández, Vargas – Peńaloza, Vega, Peredo, Ortega, Orgaz |
| Bramki: 1:0 Araya 9, 2:0 Araya 39, 3:0 Cremaschi 49, 3:1 Peredo 50, 4:1 Cremaschi 78                                                |

### Paragwaj–Urugwaj
| PARAGWAJ – URUGWAJ 2:1 (1:0) |
| --- |
| 8 lutego 1946, Buenos Aires, Estadio Gasómetro de Boedo (widzów 18 000)                                                                             |
| Sędzia: Mário Silveira Vianna |
| PARAGWAJ: S.García – Hugo, Casco – I.García (Coronel), Ramírez, Cantero – Calonga (Ferreira), Sánchez, Marín (Rodríguez), Benítez Cáceres, Villalba |
| URUGWAJ: Máspoli – Pini, Possamai – Sabatel, Varela (46 Durán), Cajiga – Castro (46 Medina), García, Riephoff, Volpi, Schiaffino                    |
| Bramki: 1:0 Villalba 37, 1:1 Schiaffino 57, 2:1 Rodríguez 75                                                                                        |

### Brazylia – Argentyna
| ARGENTYNA – BRAZYLIA 2:0 (1:0) |
| --- |
| 10 lutego 1946, Buenos Aires, Estadio Monumental (widzów 80 000) |
| Sędzia: Nobel Valentini |
| ARGENTYNA: Vacca – Salomón (29 Marante), Sobrero – Fonda, Strembel (30 Ongaro), Pescia – De la Mata, Pedernera, Méndez, Labruna, Loustau |
| BRAZYLIA: Luiz Borracha – Domingos da Guía, Norival – Zezé Procópio, Danilo, Jaime de Almeida (Rui) – Tesourinha (Eduardo Lima), Zizinho (Ademir), Heleno, Jair, Chico |
| Bramki: 1:0 Méndez 38, 2:0 Méndez 55 |
| Uwagi: W 28 minucie z boiska wyrzucony został napastnik brazylijski Chico (za brutalny faul – złamanie nogi kapitana drużyny Argentyny José Salomóna) oraz Vicente de la Mata, który usiłował za pomocą rękoczynów zrewanżować się Chico za brutalny faul na koledze. Wydarzenie to wywołało zamieszki na trybunach, na skutek których sędzia przerwał mecz w 30 minucie przy stanie 0:0. Po 70 minutach gra została wznowiona. |

## Podsumowanie

### Wyniki
Wszystkie mecze rozgrywano w Buenos Aires na stadionach Gasómetro de Boedo, Independiente i Monumental de Núńez
| Argentyna | 2 – 0 (2-0) | Paragwaj |
| Brazylia  | 3 – 0 (0-0) | Boliwia  |
| Chile     | 0 – 1 (0-1) | Urugwaj  |
| Paragwaj  | 1 – 2       | Chile    |
| Argentyna | 7 – 1 (2-0) | Boliwia  |
| Brazylia  | 4 – 3 (4-2) | Urugwaj  |
| Boliwia   | 2 – 4 (2-2) | Paragwaj |
| Argentyna | 3 – 1 (1-0) | Chile    |
| Urugwaj   | 5 – 0 (3-0) | Boliwia  |
| Paragwaj  | 1 – 1 (1-0) | Brazylia |
| Argentyna | 3 – 1 (1-0) | Urugwaj  |
| Brazylia  | 5 – 1 (2-0) | Chile    |
| Chile     | 4 – 1 (2-0) | Boliwia  |
| Urugwaj   | 1 – 2 (0-1) | Paragwaj |
| Argentyna | 2 – 0 (1-0) | Brazylia |

Mecz Argentyna – Brazylii został przerwany w 30 minucie gry na 70 minut i potem został dokończony.

### Końcowa tabela
| Poz | Klub      | Mecze | Zw | Rem | Por | Pkt | BrZd | BrStr |
| --- | --------- | ----- | -- | --- | --- | --- | ---- | ----- |
| 1   | ARGENTYNA | 5     | 5  | 0   | 0   | 10  | 17   | 3     |
| 2   | BRAZYLIA  | 5     | 3  | 1   | 1   | 7   | 13   | 7     |
| 3   | PARAGWAJ  | 5     | 2  | 1   | 2   | 5   | 8    | 8     |
| 4   | URUGWAJ   | 5     | 2  | 0   | 3   | 4   | 11   | 9     |
| 5   | CHILE     | 5     | 2  | 0   | 3   | 4   | 8    | 11    |
| 6   | BOLIWIA   | 5     | 0  | 0   | 5   | 0   | 4    | 23    |

Dziewiętnastym triumfatorem turnieju Copa América został po raz drugi z rzędu (w sumie ośmy) zespół Argentyny.

### Strzelcy bramek
| Gole   | Piłkarze |
| ------ | --- |
| 7      | Medina |
| 5      | Labruna, Méndez Zizinho |
| 4      | Villalba |
| 3      | Heleno Araya, Cremaschi |
| 2      | Pedernera, Salvini Peredo Chico, Jair |
| 1      | De la Mata, Loustau, Martino González Norival Alcántara, Salfate Benítez Cáceres, Genés, Rodríguez, Rolón García, Vázquez, Riephoff, Schiaffino |
| samob. | Coronel (dla Boliwii) |

### Sędziowie
| Mecze | Sędziowie                                                   |
| ----- | ----------------------------------------------------------- |
| 4     | José Bartolomé Macías Mário Silveira Vianna Nobel Valentini |
| 2     | Higinio Madrid                                              |
| 1     | Cayetano de Nicola                                          |